# Бася
Ба́ся (бел. Ба́ся) — река в Витебской и Могилёвской областях Беларуси, правый приток Прони. Длина реки — 104 км. Площадь её речного бассейна — 955 км². Средний уклон водной поверхности — 0,68 ‰.

## Происхождение названия
Корень Бас- является модификацией древней гидронимической основы со значением «вода», «река». Родственным названию Бася является, например, гидроним Весея, Весейка в бассейне Припяти. Также название реки связывают с индоиранским (скифским) басач — «большая».
Согласно В. Н. Топорову, название реки Бася имеет балтское происхождение — от *Bas-. Гидроним соотносится с такими соответствиями, как лтш. Basi, Basites, др.-прусск. Bosin.

## Описание

Исток реки находится на Смоленской возвышенности, на юго-западе Дубровенского района Витебской области у деревни Антипенки. Река протекает по Оршанско-Могилёвской равнине по территории Горецкого, Шкловского, Дрибинского и Чаусского районов, после чего впадает в Проню. Густота речной сети 0,48 км/км². Преобладают суглинистые грунты. Лесистость 20 %. Долина ящикообразная, шириной 300—500 м. Склоны крутые, высотой 4—10 м. Пойма двухсторонняя, порезанная старицами и долинами притоков, шириной 150—300 м. Затопляется на глубину 0,3—1 м, в низовье местами до 1,5—2 м. Русло умеренно извилистое, слаборазветвлённое, в среднем течении канализированное, на отдельных участках расчищено, ширина в среднем и нижнем течении 10—15 м. Берега крутые. На весенний период приходится 68 % годового стока. Самый высокий уровень половодья в конце марта, средняя высота над меженным уровнем 2,5 м. Замерзает в начале декабря, ледолом в 3-й декаде марта. Весенний ледоход 5—11 суток. Среднегодовой расход воды в устье 6,3 м³/с. Бася используется как водоприёмник мелиорационных систем.
Основные притоки — Лимна, Авчёса, Руза (справа), Голубина, Касинка, Полна, Черница (слева).
Примерно в трёх километрах от устья Баси расположен город Чаусы.
Река известна битвой 1660 года во время русско-польской войны.

## Галерея

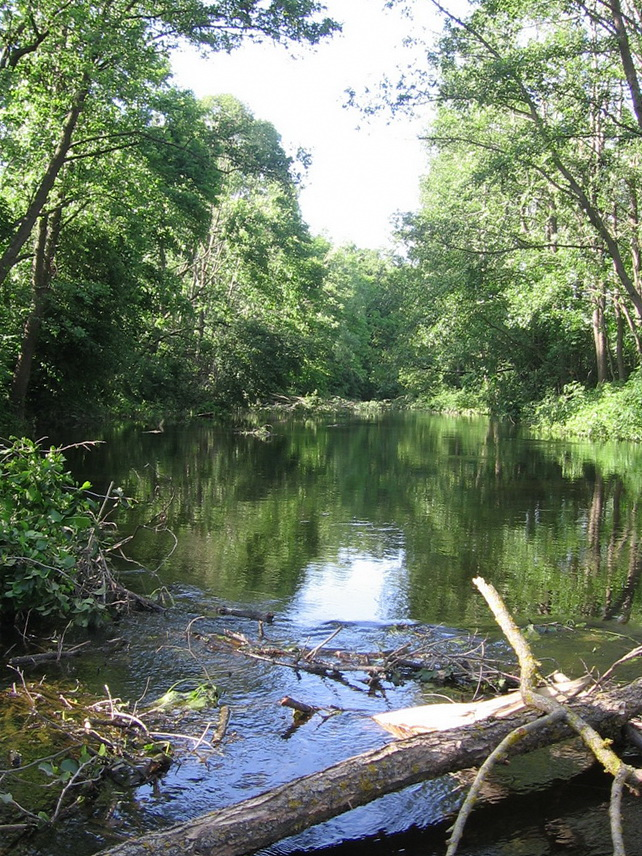
Бася летом
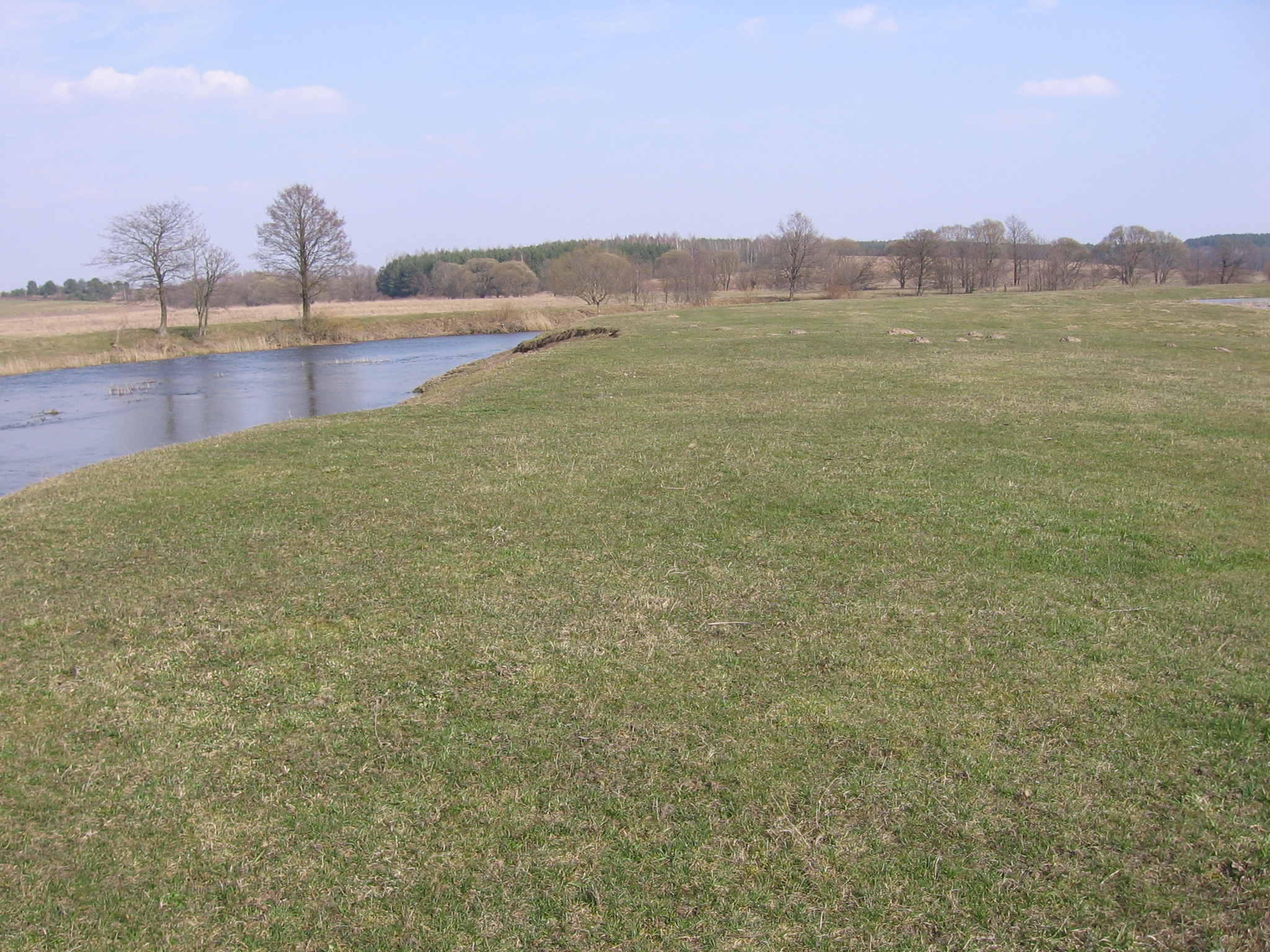
Бася близ Селища весной
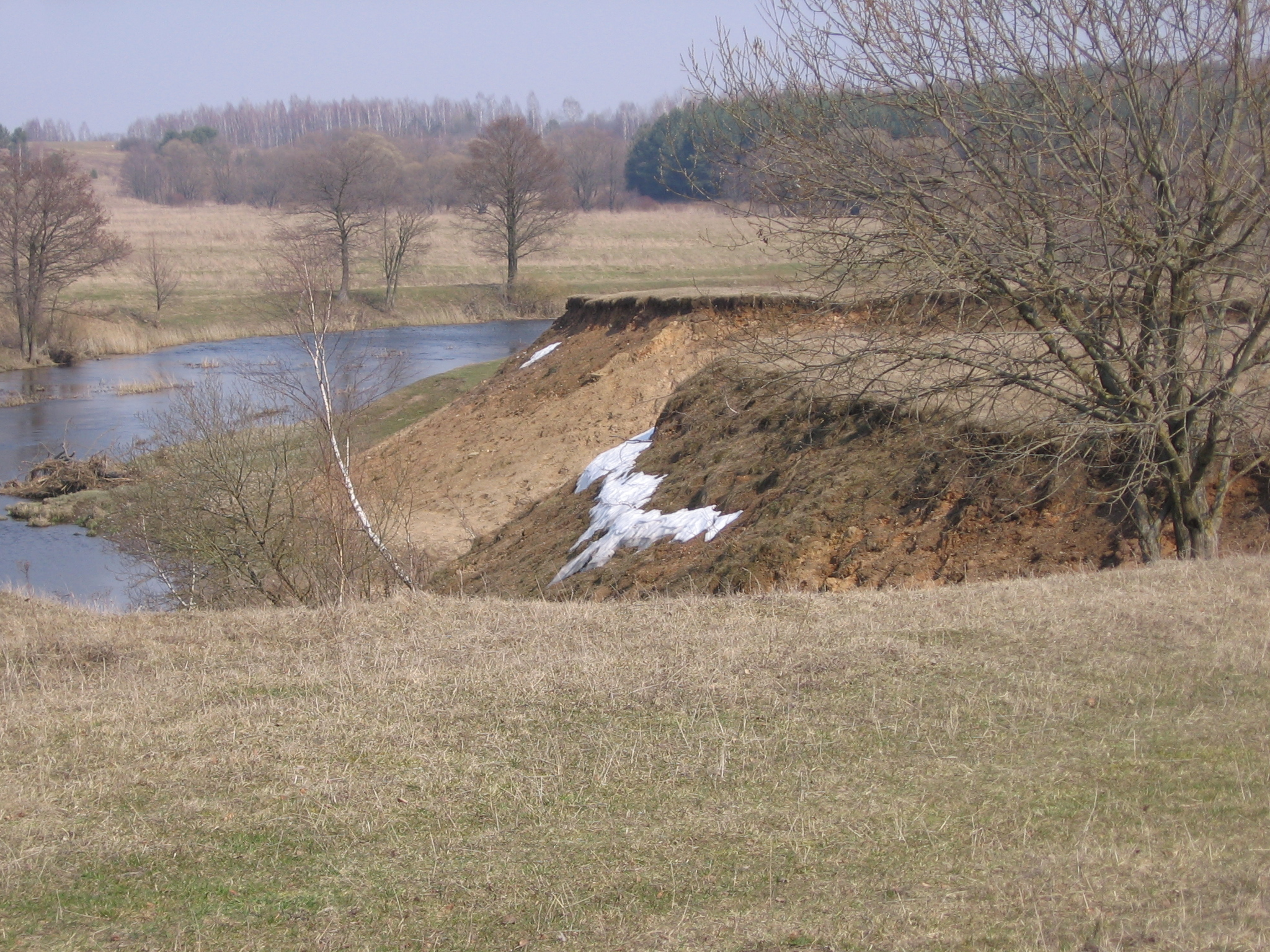
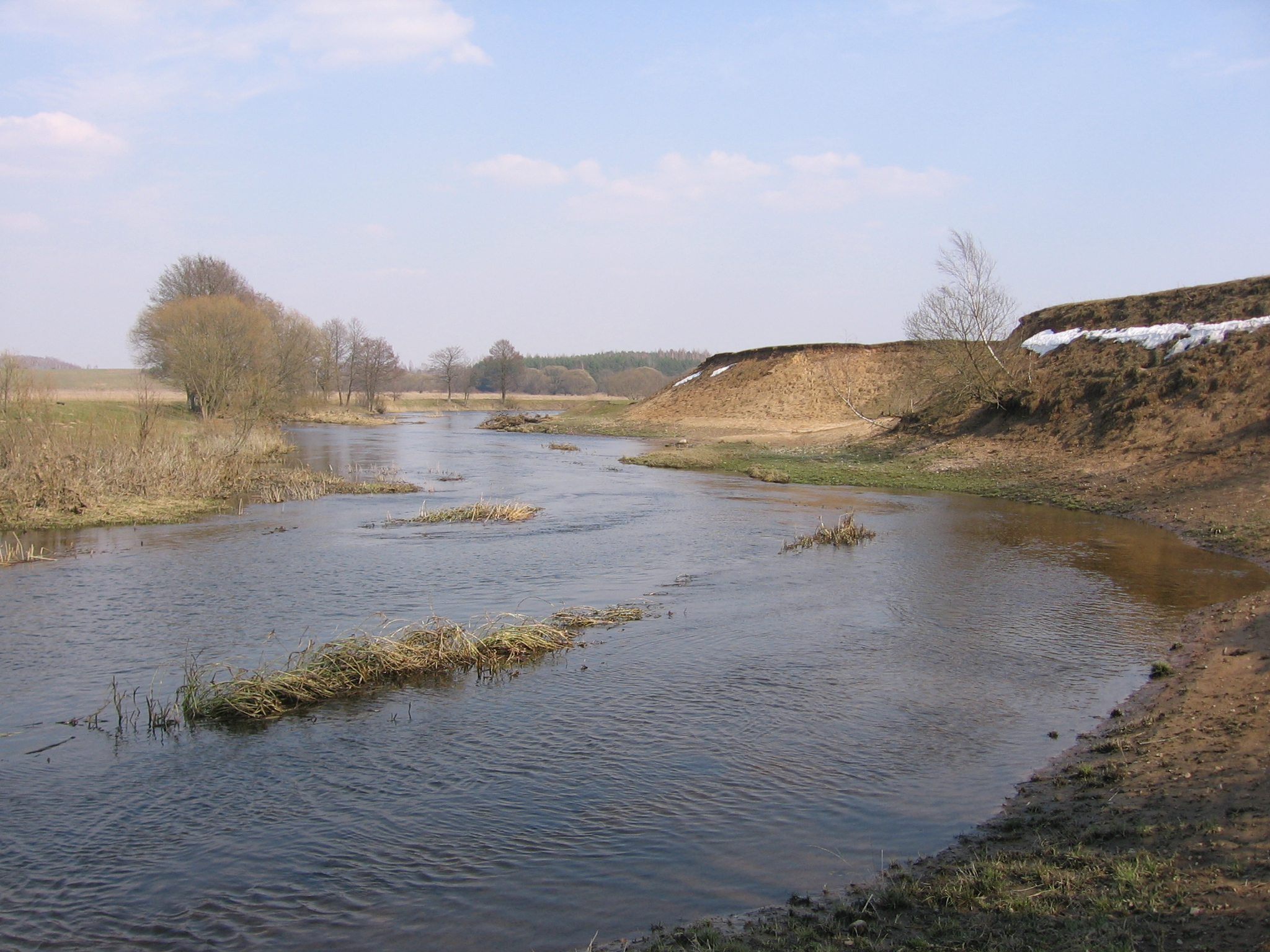